# Imma cladophragma
Imma cladophragma är en fjärilsart som beskrevs av Edward Meyrick 1906. Imma cladophragma ingår i släktet Imma och familjen Immidae. Inga underarter finns listade i Catalogue of Life.